# 齐东旭
齐东旭（1940年—2023年2月4日），中國大陸計算機圖形學學者。齐泰辰之子。

## 生平
1963年毕业于吉林大学数学系。毕业后留校任教。
1990年-1991年，齐东旭主持试制成功第11届亚运会宣传电影《体育大舞台》片头《黑头发飘起来》的电脑动画。
1991年-1992年，齐东旭主持完成中央电视台《新闻联播》的电脑动画节目头。
1992年齐东旭主持研制成功中国大陸第一个电脑卡通片《咪咪钓鱼》。
2010年获中国计算机图形学贡献奖。
2013年获第四届“几何设计与计算杰出贡献奖”2023年2月4日逝世。